# Dharkalan
Dharkalan är ett underdistrikt i Indien.   Det ligger i delstaten Punjab, i den norra delen av landet, 400 km norr om huvudstaden New Delhi.